# روده

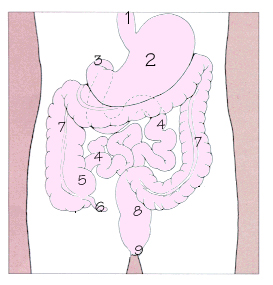
۱.مری ۲.معده ۳.دوازدهه ۴.روده باریک ۵.سکوم ۶.آپاندیس ۷.روده بزرگ ۸.راست روده ۹.مقعد

روده (به انگلیسی: Intestine) بخش مهمی از دستگاه گوارش است که از دوازدهه (اثنی‌عشر) تا مقعد را تشکیل می‌دهد. روده در انسان و بسیاری از پستانداران به دو بخش رودهٔ باریک و رودهٔ بزرگ تقسیم می‌شود.
روده نقش بسیار مهمی در هضم و جذب غذا دارد. همچنین روده جزو سیستم ایمنی به حساب می‌آید زیرا به دلیل وجود باکتری‌های مفید آن هم به هضم غذا کمک کرده و هم هر گونه پاتوژن که از اسید معده رد شود را تجزیه می‌کند

## لایه‌های جداری روده

ساختار کلی جدارهٔ روده

همان‌طور که در شکل مشاهده می‌شود، جدار روده از خارج به داخل شامل لایه‌های زیر است:
1. سروز
2. لایهٔ ماهیچه‌ای طولی
3. لایهٔ ماهیچه‌ای حلقوی
4. زیرمخاط (به انگلیسی: submucosa)
5. مخاط (به انگلیسی: mucosa)

علاوه بر این لایه نازکی از فیبرهای ماهیچه صاف موسوم به عضلهٔ مخاطی در لایه‌های عمقی مخاط وجود دارد. اعمال حرکتی لولهٔ گوارش به وسیلهٔ لایه‌های مختلف عضلهٔ صاف به انجام می‌رسند.

## منابع و پانویس

دستگاه گوارش انسان